# آزیتا لاچینی
معصومه نیکنام مشهور به آزیتا لاچینی (زادهٔ ۲۶ آذر ۱۳۱۷ در تهران) دوبلور، گوینده رادیو، بازیگر سینما و تلویزیون اهل ایران است.

## زندگی‌نامه
آزیتا لاچینی در ۲۶ آذر سال ۱۳۱۷ در بازارچه قوام‌الدوله در کوچه وزیرنظام تهران زاده شد. سه سال پس از ازدواج زودهنگامش در سن ۱۱ سالگی همسرش درگذشت. حاصل این ازدواج یک دختر و یک پسر بود. وی به دلیل بارداری در سن کم فرزند پسرش را وقتی تنها چند ماهش بود از دست داد. آزیتا لاچینی در یکی از مصاحبه‌هایش اذغان می‌دارد پس از مرگ همسرش زمانیکه آزیتا لاچینی ۱۳ ساله بوده فرزند دختر دو ساله‌اش را از وی گرفته‌اند و او به منزل پدرش برگشته و تحصیلاتش را ادامه داده‌است. وی در سال ۱۳۳۴ دوباره ازدواج کرده و حاصل این ازدواج ۵ فرزند است. از این میان دو فرزند پسر او به دلایل متفاوتی در جوانی در گذشته‌اند. وی کار گویندگی و اجرای نمایشنامه‌های رادیویی را در سال ۱۳۳۷ آغاز کرد. آزیتا لاچینی توسط همسر دومش «امیر مظفرالدین لاچینی» به حیطه بازیگری وارد شد و نام خانوادگی او را برای خود برگزید. در سال ۱۳۴۰ نخستین کار خود در تئاتر را تجربه کرد و در سال ۱۳۴۱ در فیلم مسافری از بهشت به کارگردانی نصرت‌الله وحدت به عنوان بازیگر سینما به ایفای نقش پرداخت. آزیتا لاچینی پس از درگذشت همسر دوم‌اش با فیروز بهجت‌محمدی ازدواج کرد که در سال ۱۳۷۸ درگذشت.

## گزیده آثار

### سینما
- رگ خواب (۱۳۹۴)
- گاو زخمی (۱۳۹۳)
- پرونده‌ای برای سارا (۱۳۹۳)
- عروسک فرنگی (۱۳۸۴)
- جنایت (۱۳۸۲)
- اثیری (۱۳۸۰)
- بی‌همتا (۱۳۸۰)
- مه‌بانو (۱۳۸۰)
- آبی (۱۳۷۹)
- شیفته (۱۳۷۹)
- سفر پرماجرا (۱۳۷۴)
- دزد عروسک‌ها (۱۳۶۸)
- دلار (۱۳۶۷)
- پرنده کوچک خوشبختی (۱۳۶۶)
- جنگل‌بان (۱۳۶۶)
- مکافات (۱۳۶۶)
- دبیرستان (۱۳۶۵)
- شیر سنگی (۱۳۶۵)
- هشت و نیم شب (۱۳۶۵)
- زنجیرهای ابریشمی (۱۳۶۴)
- آقای هیروگلیف (۱۳۵۹)
- ماهی‌ها در خاک می‌میرند (۱۳۵۶)
- الکلی (۱۳۵۰)
- نیم وجبی (۱۳۴۶) با نام هنری آزیتا
- سه تا بزن بهادر (۱۳۴۴) با نام هنری آزیتا
- مسافری از بهشت (۱۳۴۲) با نام هنری آرزو [۴]

### تلویزیون
| سال       | نام                                        | سمت            | کارگردان                | توضیحات                                            |
| --------- | ------------------------------------------ | -------------- | ----------------------- | -------------------------------------------------- |
| ١٣٩٩      | بوم و بانو                                 | بازیگر         | سعید سلطانی             | در ماه محرم از شبکه ٢ پخش شد                       |
| ۱۳۹۲–۱۳۹۳ | قاب خاطره                                  | بازیگر         | حجت ذیجودی              |                                                    |
| ۱۳۹۲      | تله‌فیلم «از تهران تا قافله»                | بازیگر         | فلاح نصیری              |                                                    |
| ۱۳۹۱–۱۳۹۲ | تله‌فیلم «بیا از گذشته حرف بزنیم» (سری دوم) | بازیگر         | حمید نعمت‌الله           | در سری دوم، آزیتا لاچینی جایگزین مهین شهابی گردید. |
| ۱۳۹۱      | تله‌فیلم «شعری که زندگی است»                | بازیگر         | بهنوش صادقی             |                                                    |
| ۱۳۹۰      | پیشواز                                     | بازیگر         | سعید ابراهیمی‌فر         | در دهه فجر ۱۳۹۰ از شبکه ۲ پخش شد.                  |
| ۱۳۸۹      | پایتخت ۱                                   | بازیگر         | سیروس مقدم              | در نقش شهشهانی/نوروز ۱۳۹۰ از شبکه ۱ پخش شد.        |
| ۱۳۸۹–۱۳۹۰ | ستایش                                      | بازیگر         | سعید سلطانی             |                                                    |
| ۱۳۸۸      | چاردیواری                                  | بازیگر         | سیروس مقدم              | در نوروز ۱۳۸۹ از شبکه ۱ پخش شد.                    |
| ۱۳۸۸      | تله‌فیلم «بازگشت»                           | بازیگر         | حسین سحرخیز             |                                                    |
| ۱۳۸۸      | همه بچه‌های من                              | بازیگر         | مرضیه برومند            | شبکه ۱                                             |
| ۱۳۸۷      | آواز در باران                              | بازیگر         | صدرالدین شجره           | شبکه ۴                                             |
| ۱۳۸۶–۱۳۸۷ | پاتوق                                      | بازیگر         | شاهین باباپور           | در نقش «خانم‌جون»                                   |
| ۱۳۸۶      | تله‌فیلم «ابر می‌بارد، باران نه»             | بازیگر         | محمدرضا آهنج            | شبکه ۲                                             |
| ۱۳۸۵      | پرواز در حباب                              | بازیگر         | سیروس مقدم              |                                                    |
| ۱۳۸۵      | سال‌های برف و بنفشه                         | بازیگر         | سعید سلطانی             |                                                    |
| ۱۳۸۲      | بانویی دیگر                                | بازیگر         | سیروس مقدم              | در نوروز ۱۳۸۳ از شبکه تهران پخش شد.                |
| ۱۳۸۱–۱۳۸۲ | جزیره جادو                                 | بازیگر         | سیامک شایقی             | برنامه کودک و نوجوان شبکه ۱                        |
| ۱۳۸۰–۱۳۸۱ | با من بمان                                 | بازیگر         | حمید لبخنده             | شبکه ۳                                             |
| ۱۳۸۰      | خاکستر و باد                               | بازیگر         | جهانبخش لک              | شبکه ۲                                             |
| ۱۳۸۰      | قسمت                                       | بازیگر         | علی ملاجانی             | در برنامه «سیمای خانواده» شبکه ۱ پخش می‌شد.         |
| ۱۳۷۹–۱۳۸۰ | چراغ جادو                                  | بازیگر         | همایون اسعدیان          | شبکه ۱                                             |
| ۱۳۷۹      | خواب دیدم کودکی‌ام را                       | بازیگر         | مرتضی شاملی             |                                                    |
| ؟         | فریاد بی‌صدا                                | بازیگر         | جهانگیر جهانگیری        | در اواخر دهه ۷۰ از شبکه ۲ پخش شد.                  |
| ۱۳۷۷      | باغ کوچک بی‌بی‌گل                            | بازیگر         | مهدی قاسمی              | در برنامه «سیمای خانواده» شبکه ۱ پخش می‌شد.         |
| ۱۳۷۷      | ماه آتش                                    | بازیگر         | اسماعیل میهن‌دوست        | در دهه فجر ۱۳۷۷ از شبکه ۱ پخش شد.                  |
| ۱۳۷۵      | تله‌فیلم «سرزمین ملائک»                     | بازیگر         | علی غفاری               | شبکه ۱                                             |
| ۱۳۷۵      | ماجراهای خانه شماره ۱۳                     | بازیگر         | اسماعیل میهن‌دوست        | در برنامه «سیمای خانواده» شبکه ۱ پخش می‌شد.         |
| ۱۳۷۵      | بافته‌های رنج                               | بازیگر         | مجید بهشتی              | شبکه ۱ پخش نشده است                                |
| ۱۳۷۵      | مدرسه مادربزرگ‌ها                           | بازیگر         | غلامرضا رمضانی          | شبکه تهران                                         |
| ۱۳۷۴–۱۳۷۵ | دبیرستان خضراء                             | بازیگر         | اکبر خواجویی            |                                                    |
| ۱۳۷۴      | کارآگاه                                    | صداپیشه        | حسن هدایت               | دوبله بجای «مریم بوجار»                            |
| ۱۳۷۴      | مهرخوبان                                   | بازیگر         | یوسف سیدمهدوی           | شبکه ۳                                             |
| ۱۳۷۳–۱۳۷۴ | در پناه تو                                 | بازیگر         | حمید لبخنده             | شبکه ۲                                             |
| ۱۳۷۳      | پدرسالار                                   | بازیگر         | اکبر خواجویی            | در نقش «معصومه» (همسر مصطفی)                       |
| ۱۳۷۲      | میثاق خون                                  | بازیگر         | حسین مختاری             | شبکه ۱                                             |
| ۱۳۷۲      | پنجره‌ای رو باغچه                           | بازیگر         | حسین مروی               |                                                    |
| ۱۳۷۱      | مزد ترس                                    | صداپیشه        | حمید تمجیدی             | دوبله بجای «رقیه چهره‌آزاد»                         |
| ۱۳۷۱      | سارا                                       | بازیگر         | حسین مروی               |                                                    |
| ۱۳۷۰–۱۳۷۱ | زندگی                                      | بازیگر         | حسین مروی               | شبکه ۲                                             |
| ۱۳۷۰–۱۳۷۱ | روزی روزگاری                               | صداپیشه        | امرالله احمدجو          | دوبله بجای نقش‌های فرعی                             |
| ۱۳۷۰      | پنجره‌ای رو به آفتاب                        | بازیگر         | حسین مروی               | شبکه ۲                                             |
| ۱۳۷۰      | امام علی                                   | بازیگر صداپیشه | داود میرباقری           | در نقش «کنیز رومی»                                 |
| ۱۳۶۸      | آقای دلار                                  | بازیگر         | مجید بهشتی              | شبکه ۱                                             |
| ۱۳۶۷      | بخش چهار جراحی                             | بازیگر         | مسعود فروتن             |                                                    |
| ۱۳۶۵      | اُغُر بخیر                                   | بازیگر         | مجید بهشتی              | شبکه ۱                                             |
| ۱۳۶۵      | نهضت‌های آزادی‌بخش                           | بازیگر         | اسماعیل شنگله           |                                                    |
| ۱۳۶۴–۱۳۶۵ | پاییز صحرا                                 | بازیگر         | اسدالله نیک‌نژاد         | در نقش «خانم کاظمی»                                |
| ۱۳۶۴      | جُنگی برای فردا                             | بازیگر         | مجید مظفری              | شبکه ۱                                             |
| ۱۳۶۴      | تله‌تئاتر «یک مسافر»                        | بازیگر         | مهوش جزایری             | شبکه ۱ / نویسنده: «جعفر پناهی»                     |
| ۱۳۶۳      | تله‌تئاتر «با یک گل بهار»                   | بازیگر         | حسین پناهی              | شبکه ۱                                             |
| ۱۳۵۶      | ارثیه ایرانی                               | بازیگر         | محمود محمدیوسف          | نویسنده: «اکبر رادی»                               |
| ۱۳۵۶      | مستنطق                                     | بازیگر         | شاپور قریب عباس جوانمرد |                                                    |
| ۱۳۵۶      | طلاق                                       | بازیگر         | مسعود اسداللهی          |                                                    |
| ۱۳۵۵      | مرد اول                                    | بازیگر         | پرویز کاردان            |                                                    |

### دوبله
| سال       | عنوان مجموعه         | نقش                             | سمت    | مدیر دوبلاژ    |
| --------- | -------------------- | ------------------------------- | ------ | -------------- |
| ۱۹۶۷      | دور از اجتماع خشمگین | لیدی                            | دوبلور | فریدون دائمی   |
| ۱۹۷۷      | رامکال               | مادر اسکار و معلم مدرسه         | دوبلور | ژاله علو       |
| ۱۹۸۱      | بچه‌های مدرسه والت    | خانم دلگارچی (معلم مدرسه)       | دوبلور | بهرام زند      |
| ۱۹۸۳–۱۹۸۴ | سال‌های دور از خانه   | فوجی تانیمورا (مادر اوشین)      | دوبلور | ژاله علو       |
| ۱۹۸۴      | حنا دختری در مزرعه   | خانم سارا                       | دوبلور | کنعان کیانی    |
| ‌ ۱۹۸۶     | داستان زندگی         | کوتو تاچیبانا ‌(مادربزرگ هانیکو) | دوبلور | عطاءالله کاملی |